# Myrmecochilus marshalli
Myrmecochilus marshalli är en skalbaggsart som beskrevs av Erich Wasmann 1900. Myrmecochilus marshalli ingår i släktet Myrmecochilus och familjen Cetoniidae. Inga underarter finns listade i Catalogue of Life.